# プリピャチ
座標: 北緯51度24分20秒 東経30度03分25秒 / 北緯51.40556度 東経30.05694度
プリピャチ（ウクライナ語: Прип'ятьプルィーピヤチまたはプルィープヤチ、ラテン文字転写：Pryp'yat’、ロシア語：Припятьプリーピャチ、Pripyat’）は、ウクライナの北部にある市である。1986年に起きたチェルノブイリ原子力発電所事故によって住民が避難したため、それ以降は無人となっている。

## 地理
市名は近くを流れるプリピャチ川に由来する。プリピャチ川の大半は隣国ベラルーシに位置し、ドニエプル川の合流地点に位置する。
ウクライナキーウ州の北部に位置し、ベラルーシとの国境からは16kmしか離れていない。市中心部から南に4km、ドニエプル川沿いの人工湖畔にチェルノブイリ原子力発電所（旧名 V・I・レーニン記念チェルノブイリ原子力発電所）がある。この人工湖の対岸には、原子力発電所の名前の由来になったチェルノブイリ（チョルノービリ）があるが、プリピャチの方が原子力発電所に近い位置にある。
事故直前の人口は13,414世帯49,360人で、大半がチェルノブイリ原子力発電所の従業員とその家族だった。また、独身者や子どもも多く、市民の平均年齢は26歳と比較的若かった。
市章は原子モデルをあしらい、市のモットーも原子力に因んでいた。市内にはエレベーター完備の集合住宅などの近代的な建物や4つの病院、エネルゲティック文化会館、バスィエン屋内プール場、アバンガルト・スタジアム、公園などの様々な施設が建てられ、ソ連国内有数の充実した社会インフラを有していた。これらの施設は原発事故後に市街地ごと放置され、30年以上の時を経た廃墟と化しており、一部は木々が生い茂っている。

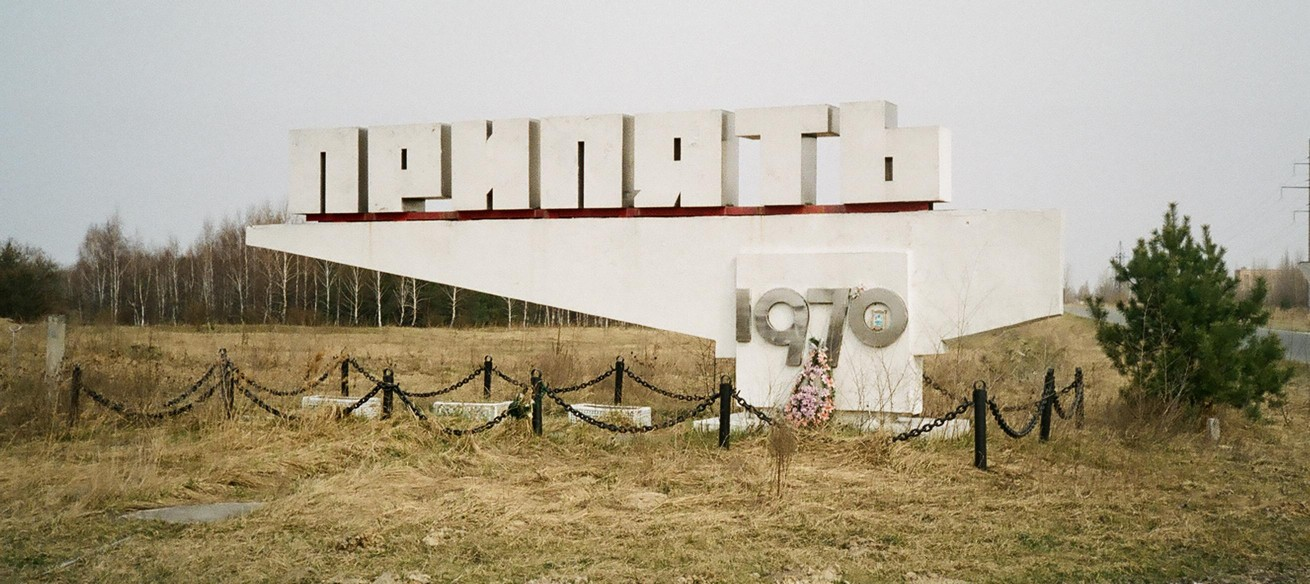
市境に建てられた記念碑。慰霊の花束が手向けられている。
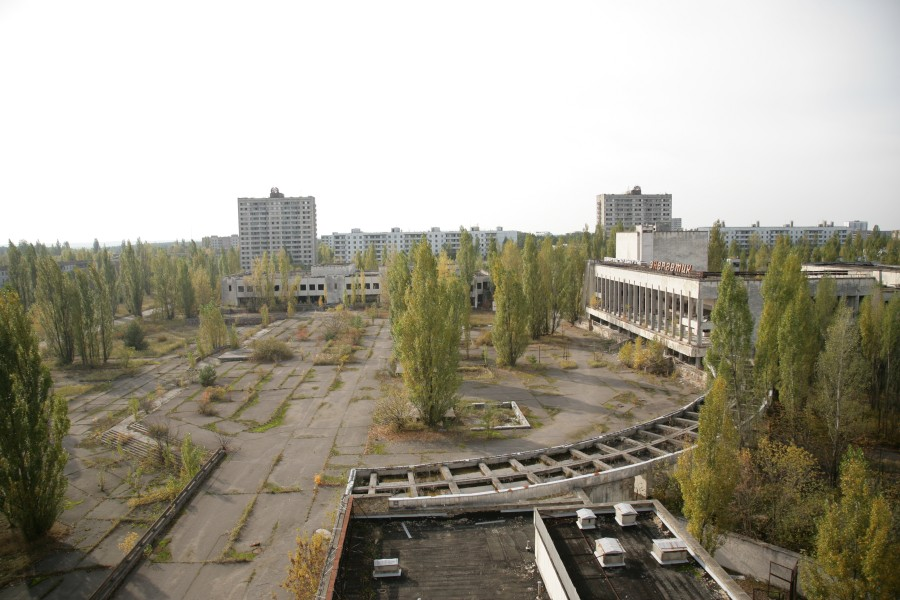
レーニン広場
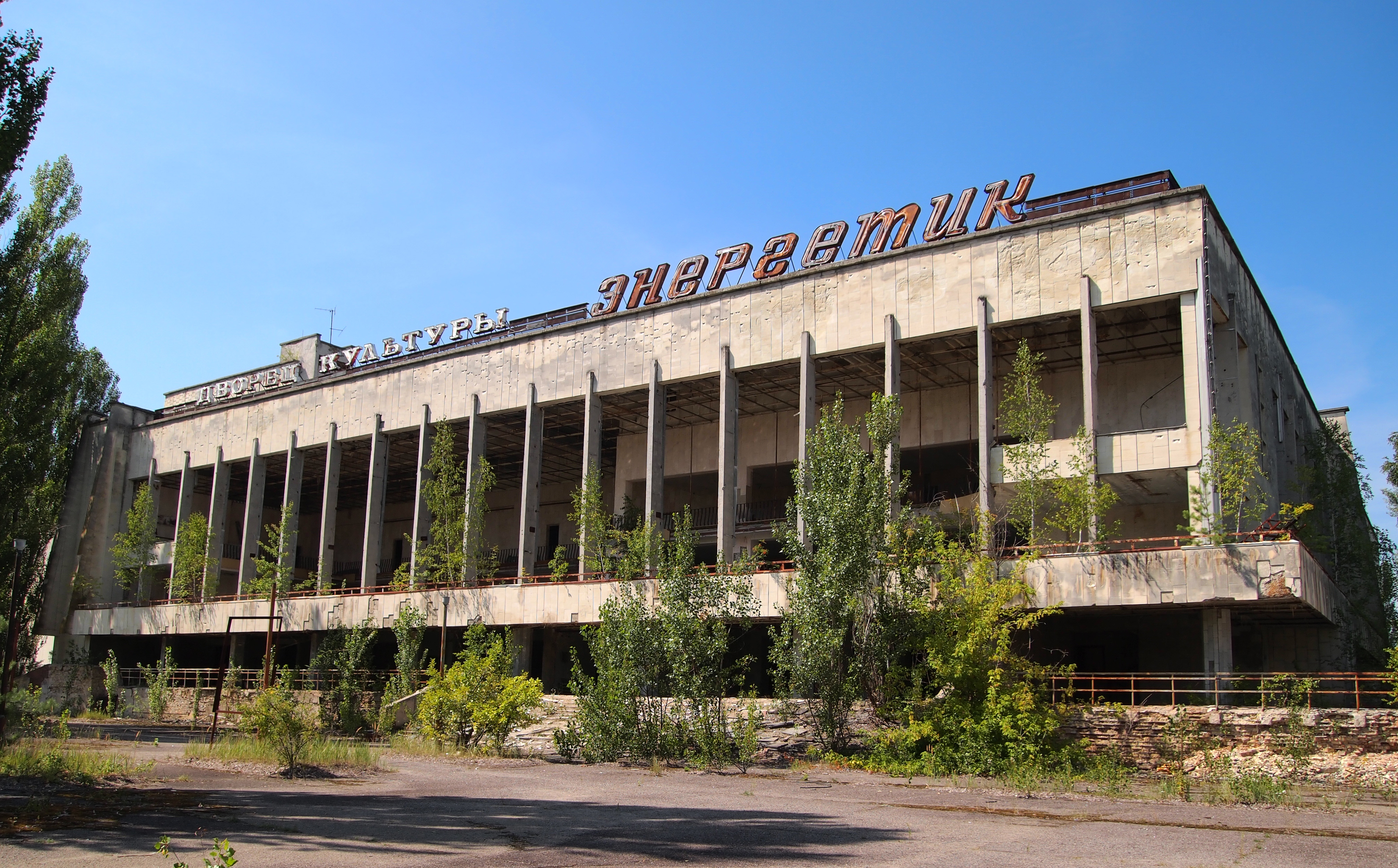
エネルゲティック文化会館
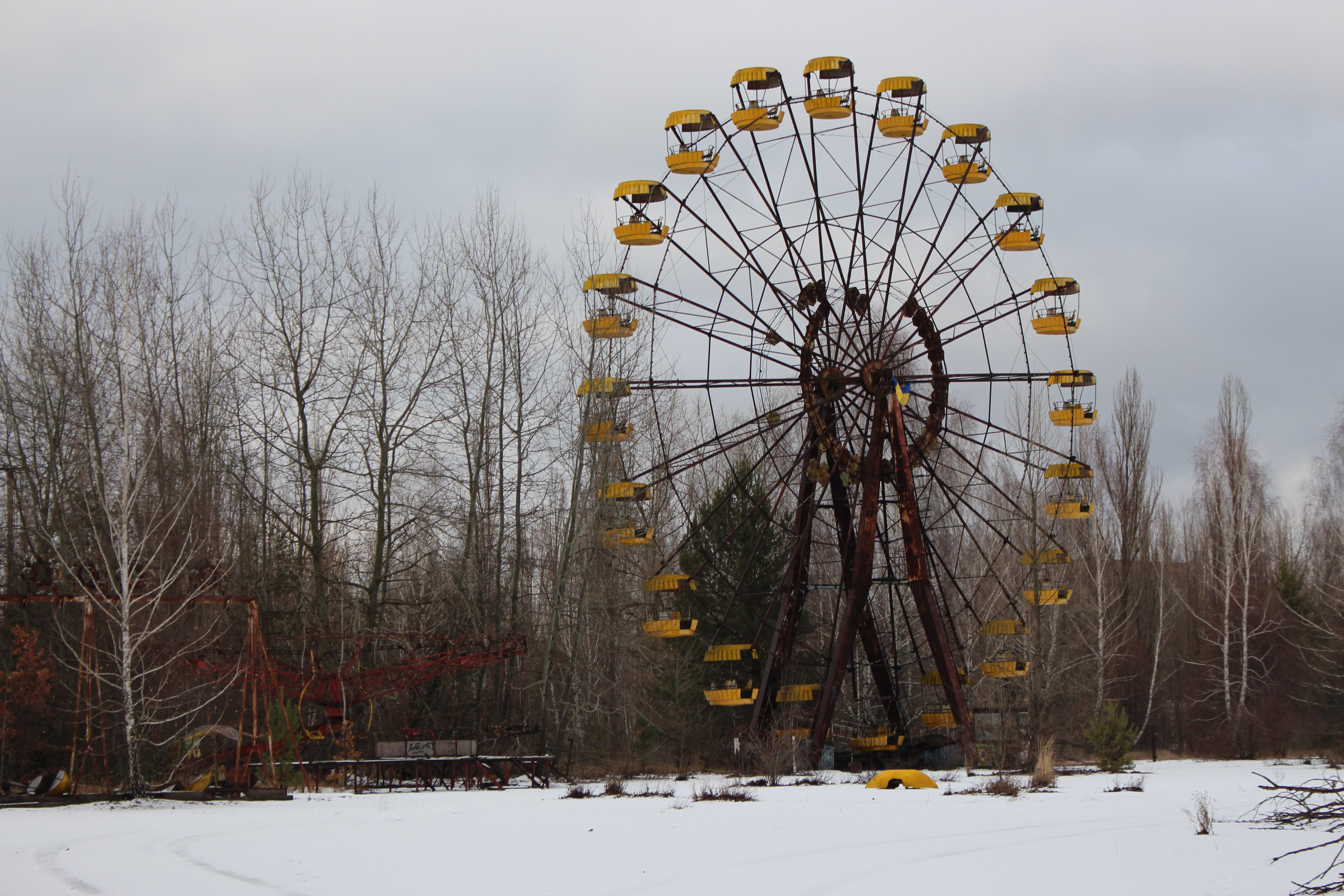
プリピャチ遊園地。1986年5月1日のメーデーに合わせて開園する予定だったが、直前に起きた原発事故に伴い放置された。
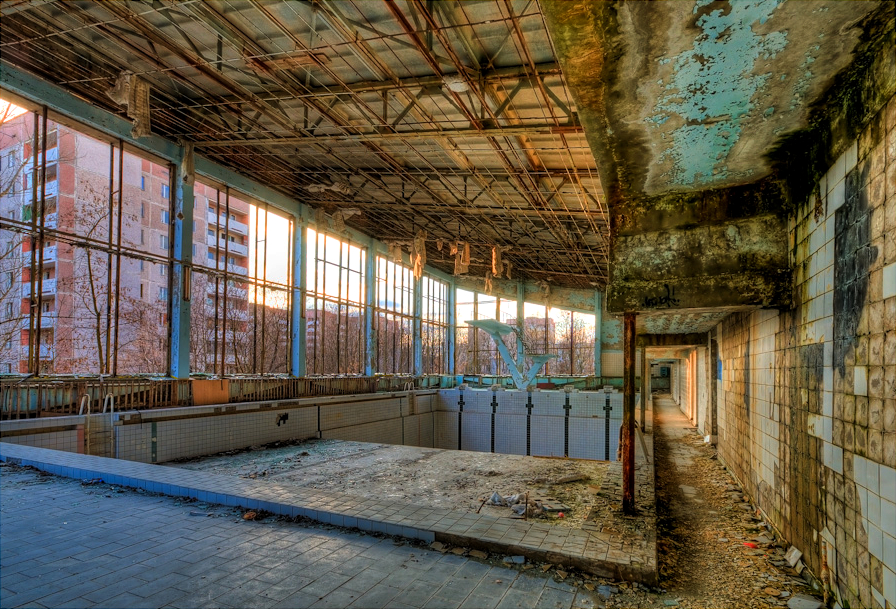
バスィエン屋内プール場
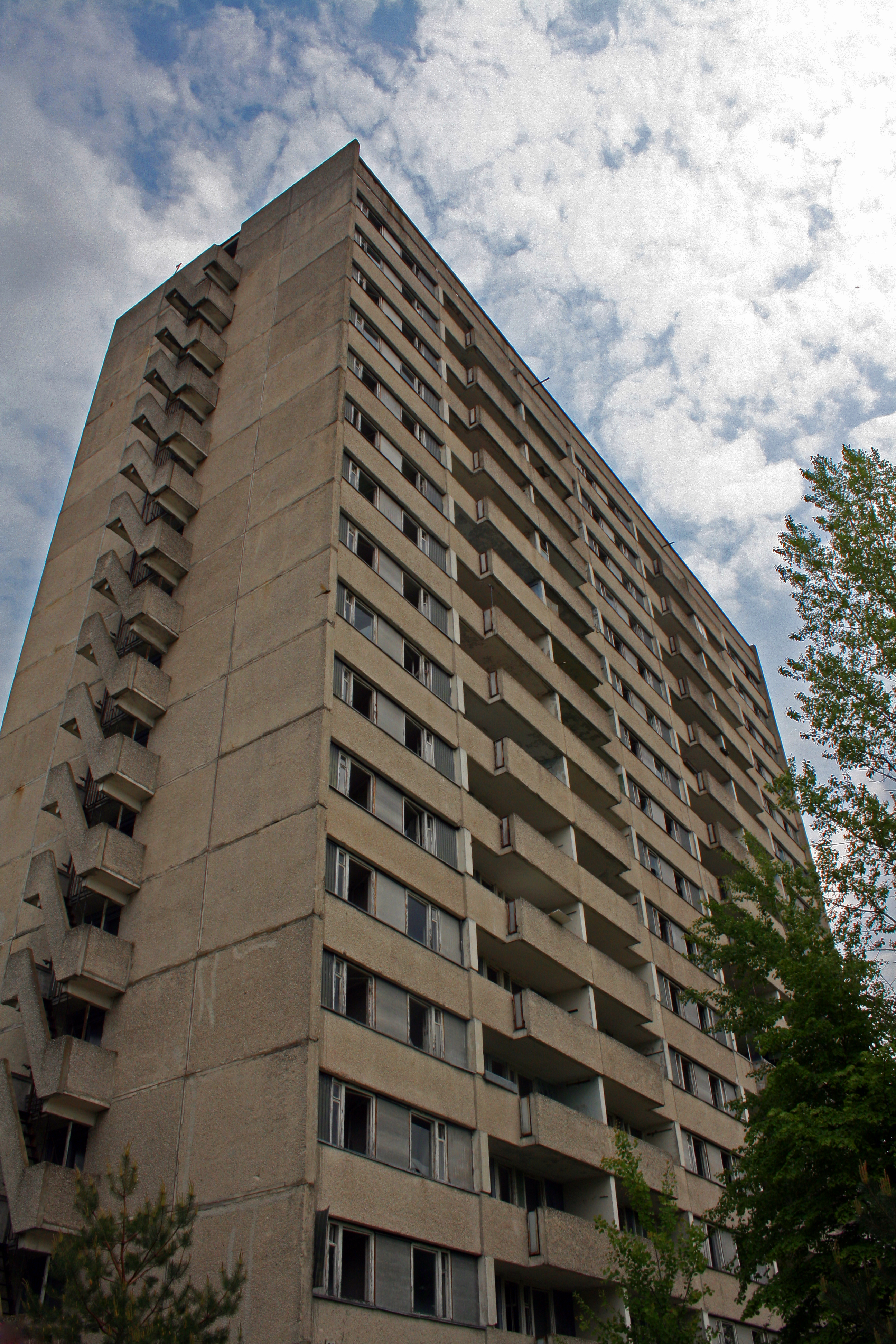
高層アパート

## 歴史
ソビエト連邦時代の1970年2月4日、チェルノブイリ原子力発電所の建設と合わせて創建された計画都市である。当時は地図上にない閉鎖都市であり、厳重な警備態勢が敷かれていた。1978年5月27日には、チェルノブイリ原子力発電所1号炉が営業運転を始めた。1979年5月28日には最大出力1ギガワットの2号炉が営業運転を始めたため、プリピャチの人口も発電所の拡大に合わせて増えていった。1984年3月26日に4号炉が営業運転を始めた時点で、チェルノブイリ原子力発電所はソ連の原子力発電量の15%とハンガリーへの電力輸出の約80%を占める、世界有数の原子力発電所に成長していた。チェルノブイリ原子力発電所はさらに5・6号炉も建設が進んでおり、プリピャチには高度なインフラが整備されて、人口はさらに増加するはずだった。

### 原発事故後

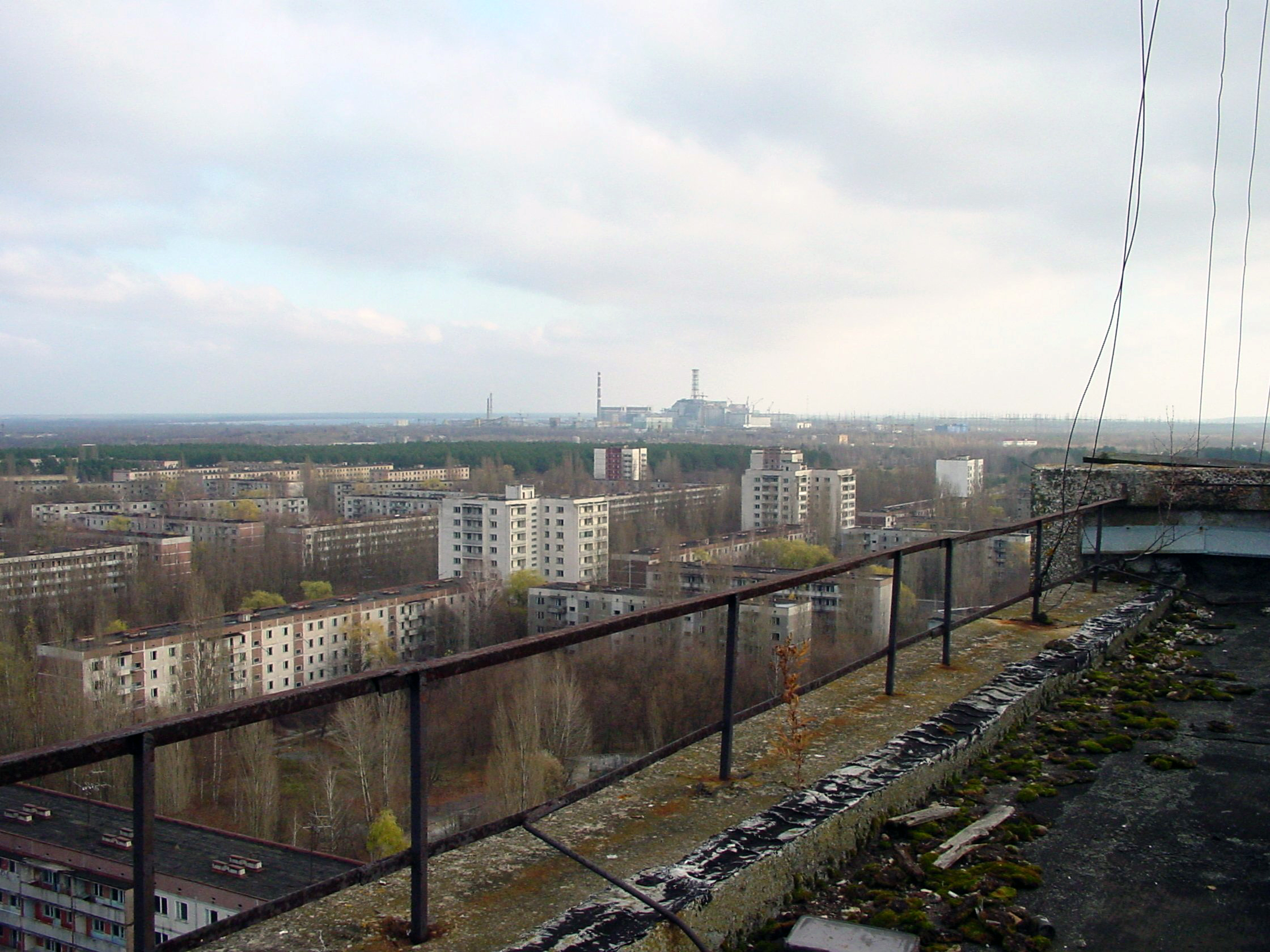
廃墟となったプリピャチとチェルノブイリ原子力発電所跡（奥、2005年）

しかし、プリピャチとそこに住む市民の生活は、1986年4月26日のチェルノブイリ原子力発電所事故で一変した。
事故が発生したのが未明の午前1時24分だったことから、事故の詳細を知った住民は、ごくわずかな市幹部と党委員会のメンバー、そして事故発生時に原発で働いていた従業員だけだった。市内からは原発が炎上するのが見えたことから、その日のうちに事故があったことが市民に知れ渡ったが、学校で屋外活動が中止されたことと警官の数が普段より多いこと以外は普段と変わり無く、住民の殆どがいつもの土曜日を送っていた。事の重大さを市民が知ったのは、翌4月27日の事だった。事故発生から36時間たった正午にラジオ放送と市内各地の拡声器で原発事故が発生したことが伝えられ、住民は身分証明書と3日分の食料、貴重品を持って集まるよう指示された。14時には住民の避難が始まり、キーウから集められた1,200台のバスを中心に、鉄路や船舶に分乗してプリピャチから離れていった。2時間後、ほぼ全ての市民がプリピャチを離れ、ほとんどの住民を乗せたバスはキーウ州の西端にあるポリースキ地区（現・ポリーシケ地区）で住民を降ろした。市民の大半が3日後にはプリピャチに戻れると思っていたが、実際に戻れたのは数ヶ月後、それもプリピャチから完全に立ち去る前の一時帰宅のためであった。その後、「リクビダートル」として原発に残った技術者や消防士、医師、警官を除いて、プリピャチ市内から完全に市民の姿が消えた。
原発事故発生後、キーウ州の各地にプリピャチを含む避難民の村が作られたほか、原発従業員には優先的にキーウへの移住が許可された。さらに原発から東に50kmの場所に計画都市スラブチッチが作られ、プリピャチの全住民が事故の起きた年の10月から1988年10月にかけて移住した。同じく原発事故の影響を受けたチョルノービリは少数の（主に年老いた）住民が余生を過ごすことを望んだため完全に無人にはなっていないが、プリピャチはチョルノービリよりも原子力発電所に近かったこともあって無人となり、郵便番号も消滅し現在は割り当てられていない。チェルノブイリ原子力発電所は2000年12月に完全に停止し、現在も廃炉・解体が進められているが、この作業に従事する作業員は、50km離れたスラブチッチから通勤している。
原発事故後、街がそのまま放棄されたため、ソ連後期（「停滞の時代」と言われたブレジネフ時代よりペレストロイカ開始前までの間の時代）の特徴をよく示した集合住宅などの建築物などがそのまま残されたゴーストタウンと化している。

## 観光

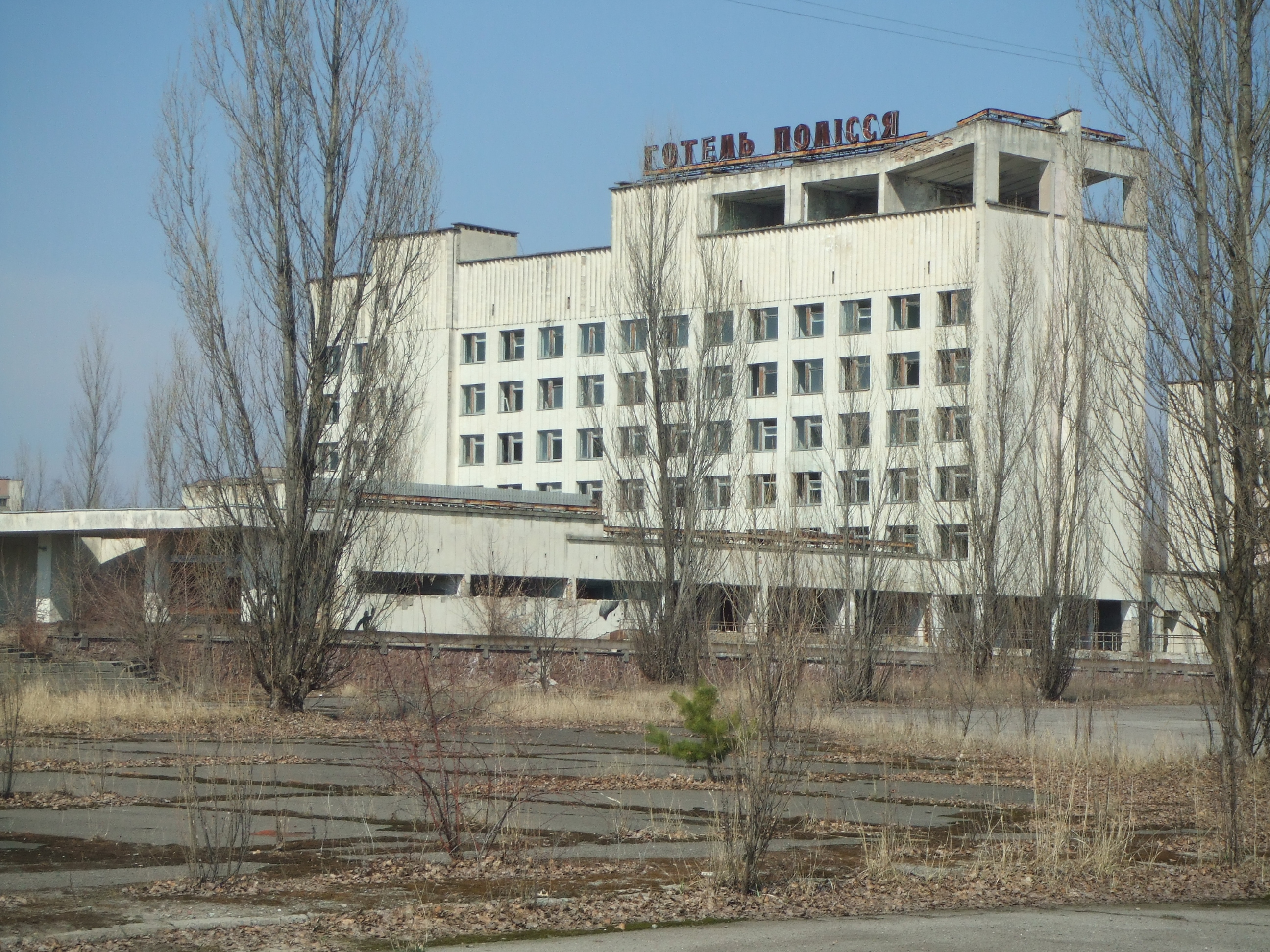
ポリーシャ・ホテルの廃墟（2006年）

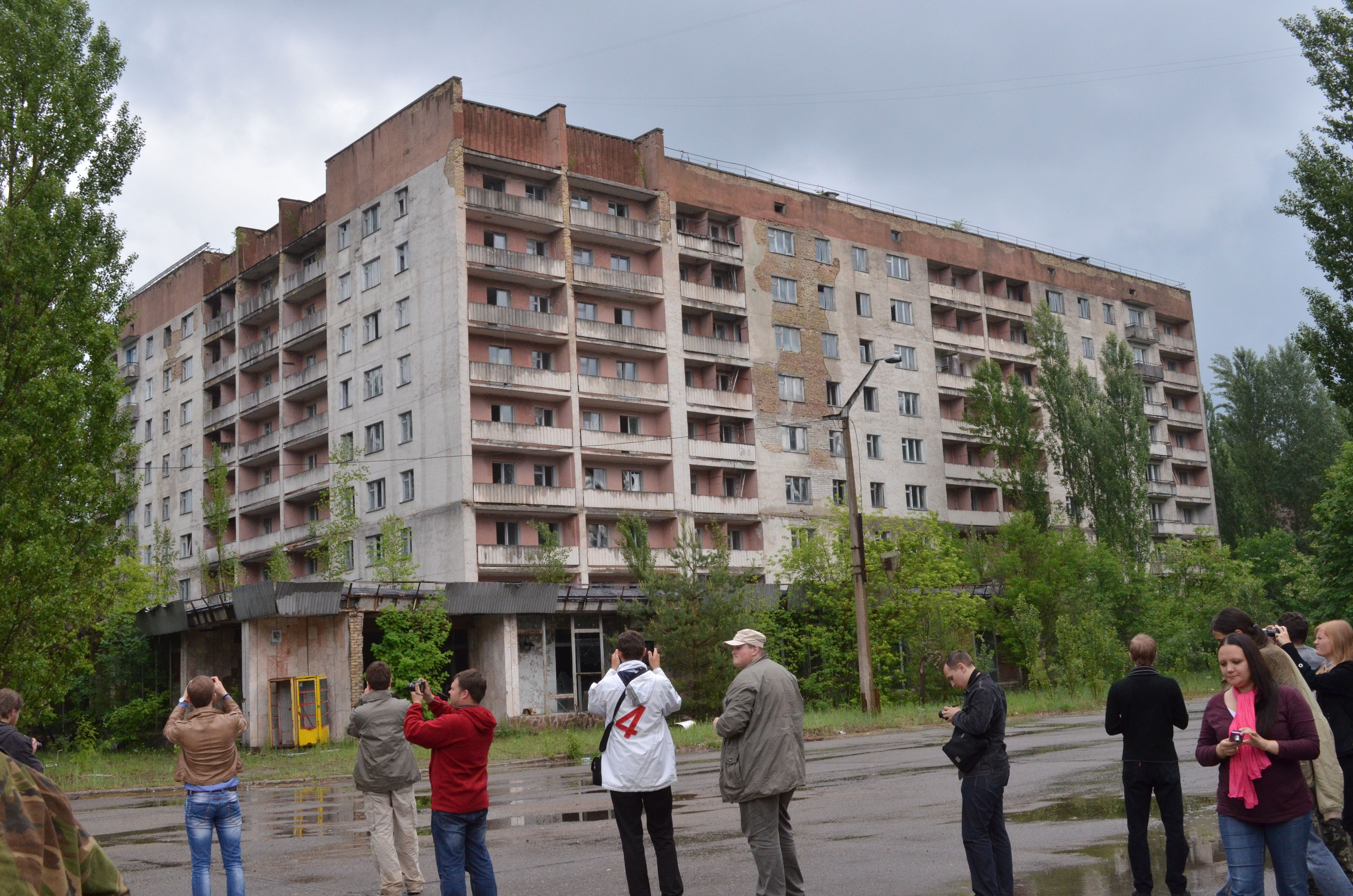
廃墟を撮影する旅行者（2013年）

プリピャチは元々、発電所従業員のために作られた計画都市であり、警備が厳重な閉鎖都市だったことから、観光資源は皆無に等しかった。宿泊施設としては原発視察者のために作られたポリーシャ・ホテルがレーニン広場にあった。
原発事故後も、プリピャチは非常に近づきやすく、また道路上は比較的安全である。しかしプリピャチとその周辺は生活するには危険であり、放射性物質が安全なレベルまで十分に減少するまで約900年かかると概算している。そのためプリピャチを歩き回る際にはガイガーカウンターが必要となっている。全ての建物のドアは中に入る人の危険性を下げるために開け放してあるが、その多くは高レベルの放射性物質が蓄積しており、年間許容被曝量を超えてしまう危険性があるため、一般人立ち入り制限区域指定がなされている。地元ツーリスト主催での正規見学ツアーが存在するが、見学以後の健康に関して自己責任であるという旨が記載された書類に署名する必要がある。
またソ連軍の装甲車やヘリコプター、トラック、バギーも放棄されているが、これらにも高レベルの放射性物質が蓄積している。

## 教育

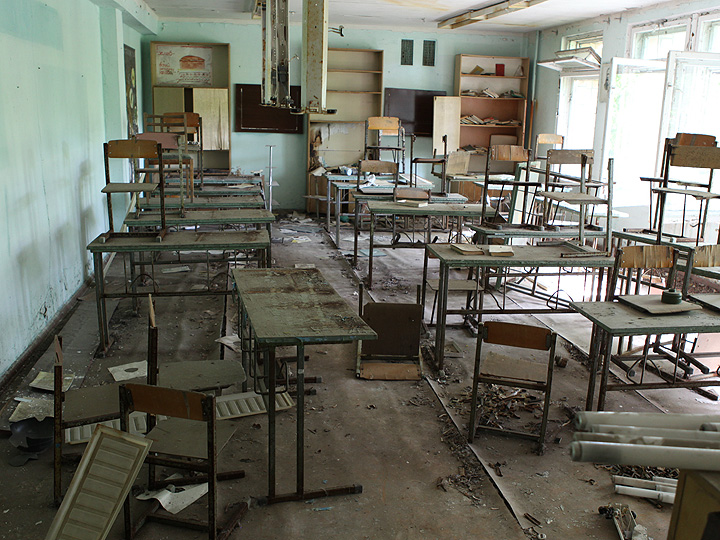
机や椅子が放置されたままの学校の教室

75の小学校と19の中学校、7の職業学校があった。これらは原発事故後に全て閉校となったが、学校の廃墟内には当時の備品や教材などがそのまま残されている。

## 交通
ヤノフ駅を中心に167台の路線バスによる市内交通があったほか、人工湖沿いに港湾施設があった。事故発生後、これらの交通機関はすべて廃止され、列車と船舶は放置された。ただし、線路は撤去されずに残されており、新たにスラビチッチ駅との間に線路が敷かれている。

## スポーツ

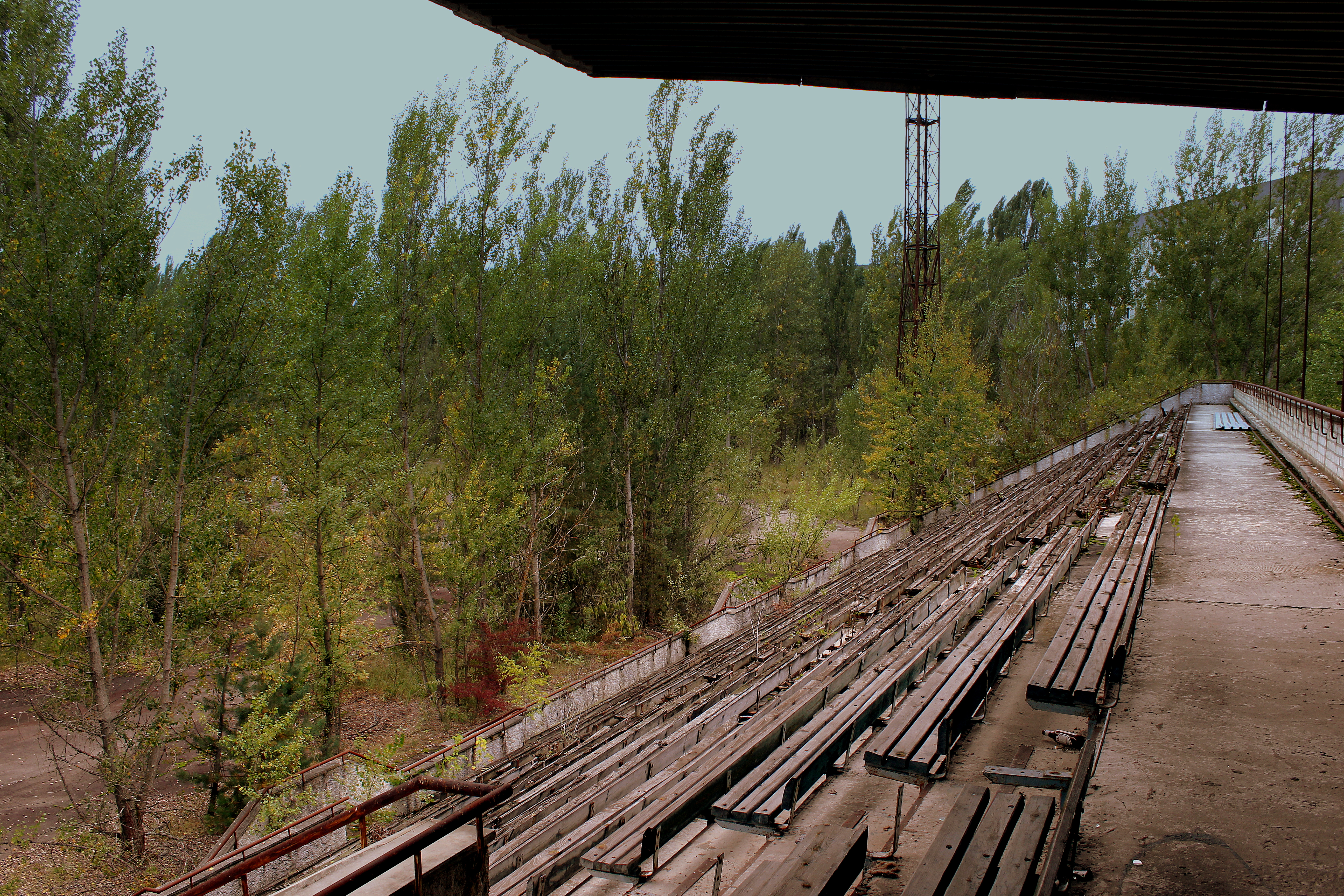
ストロイテル・プリピャチ本拠地だったアバンガルト・スタジアム。かつてのフィールドは森と化している。

地元のサッカーチームとして、ウクライナ4部リーグに所属するストロイテル・プリピャチがあった。原発事故後もストロイテル・スラブチッチに改名し、1988年まで活動した。

## 関連人物
- リュボフ・シロタ（英語版） - 作家・詩人・翻訳家。1983年から原発事故発生までプリピャチに居住し、エネルゲティック文化会館で働いていた。プリピャチに関する詩を複数書いている。ジャーナリストである息子のアレキサンダー・シロタ（英語版）も10歳で原発事故に遭遇した。
- アンドリー・マフニュニク（英語版） - 政治家。全ウクライナ連合「自由」第一議長、第一次ヤツェニュク暫定政権（英語版）環境省大臣。6歳の時にプリピャチへ移住し、14歳で原発事故に遭遇した。
- ナターシャ・グジー - 歌手。6歳で原発事故に遭遇した。